# Steve Nichols
Steve Nichols (ur. 20 stycznia 1947 w Salt Lake City) – były dyrektor techniczny Jaguar Racing.

## Życiorys
Steve Nichols zaczął się interesować wyścigami jako nastolatek przez karting i czytanie magazynu Car & Driver. Studiował inżynierię mechaniczną na uniwersytecie w Utah w 1972 roku. Dołączył do Hercules Inc. W 1976 roku zwiększył zaangażowanie w wyścigi, przeniósł się do firmy Gabriel by projektować amortyzatory dla IndyCar. Wtedy poznał Johna Barnarda. Nichols pracował nad podwoziem bolidu McLaren MP4/1. Kilka lat później, Nichols ze swoimi kolegami inżynierami Alanem Jenkinsem, Neilem Oatleyem, Timem Wrightem i Gordonem Kimballem zrobili udane samochody napędzane jednostkami TAG Porsche, którym Niki Lauda i Alain Prost zdobył pięć tytułów mistrzowskich w klasyfikacji kierowców i konstruktorów Mistrzostw Świata w Formule 1.
Po odejściu Barnarda z McLarena w 1986, przejął samodzielne dowodzenie nad pracami projektowymi i w roku 1988 stworzył legendarny bolid o oznaczeniu MP4/4 wyposażony w jednostki Hondy, który wygrał piętnaście z szesnastu wyścigów w sezonie. W styczniu 1989 roku przeniósł się do Ferrari zastępując Johna Barnarda na stanowisku kierownika działu projektowego nadwozia..
Z Jeanem-Claude’em Migeotem opracował radykalny projekt Ferrari F92A, który okazał się totalną porażką, po czym przeszedł do Saubera, gdzie pracował nad bolidem Sauber C13. W 1994 roku przez kilka miesięcy pracował w Jordanie. Wiosną 1995 roku zaczął pracować nad projektem w Junior Team.
W lipcu 1995 roku powrócił do McLarena, gdzie został szefem Vehicle Engineering, nie pracował tylko w Formule 1 ale także w innych sportach w które był zaangażowany McLaren.
Pod koniec 2000 roku zastąpił Gary’ego Andersona na stanowisku dyrektora technicznego w Jaguar Racing, Jaguar R3 stworzony pod jego dowodzeniem okazał się niezdolny do wygrywania. Na początku 2002 roku Nichols odszedł z zespołu.